# Charnizay
Charnizay ist eine Gemeinde im französischen Département Indre-et-Loire in der Region Centre-Val de Loire. Sie gehört zum Kanton Descartes und zum Arrondissement Loches. 

## Lage
Charnizay liegt am Fluss Aigronne, im südlichen Gemeindegebiet entspringt die Muanne. Die Gemeinde grenzt im Norden an Saint-Flovier, im Osten an Obterre, im Südosten an Azay-le-Ferron (Berührungspunkt), im Süden an Bossay-sur-Claise, im Westen an Le Petit-Pressigny und im Nordwesten an La Celle-Guenand. Zu Charnizay gehören neben der Hauptsiedlung auch die Weiler Belletière, Limeray, La Tanchonniere, Saint-Michel, La Cornetterie, Asnière, Le Champ und L’Ormeau.

## Bevölkerungsentwicklung
| Jahr      | 1962 | 1968 | 1975 | 1982 | 1990 | 1999 | 2008 | 2015 |
| --------- | ---- | ---- | ---- | ---- | ---- | ---- | ---- | ---- |
| Einwohner | 930  | 876  | 738  | 615  | 557  | 523  | 483  | 509  |

## Sehenswürdigkeiten
- Dolmen Les Palets de Gargantua, zwei Kilometer nordöstlich von Charnizay

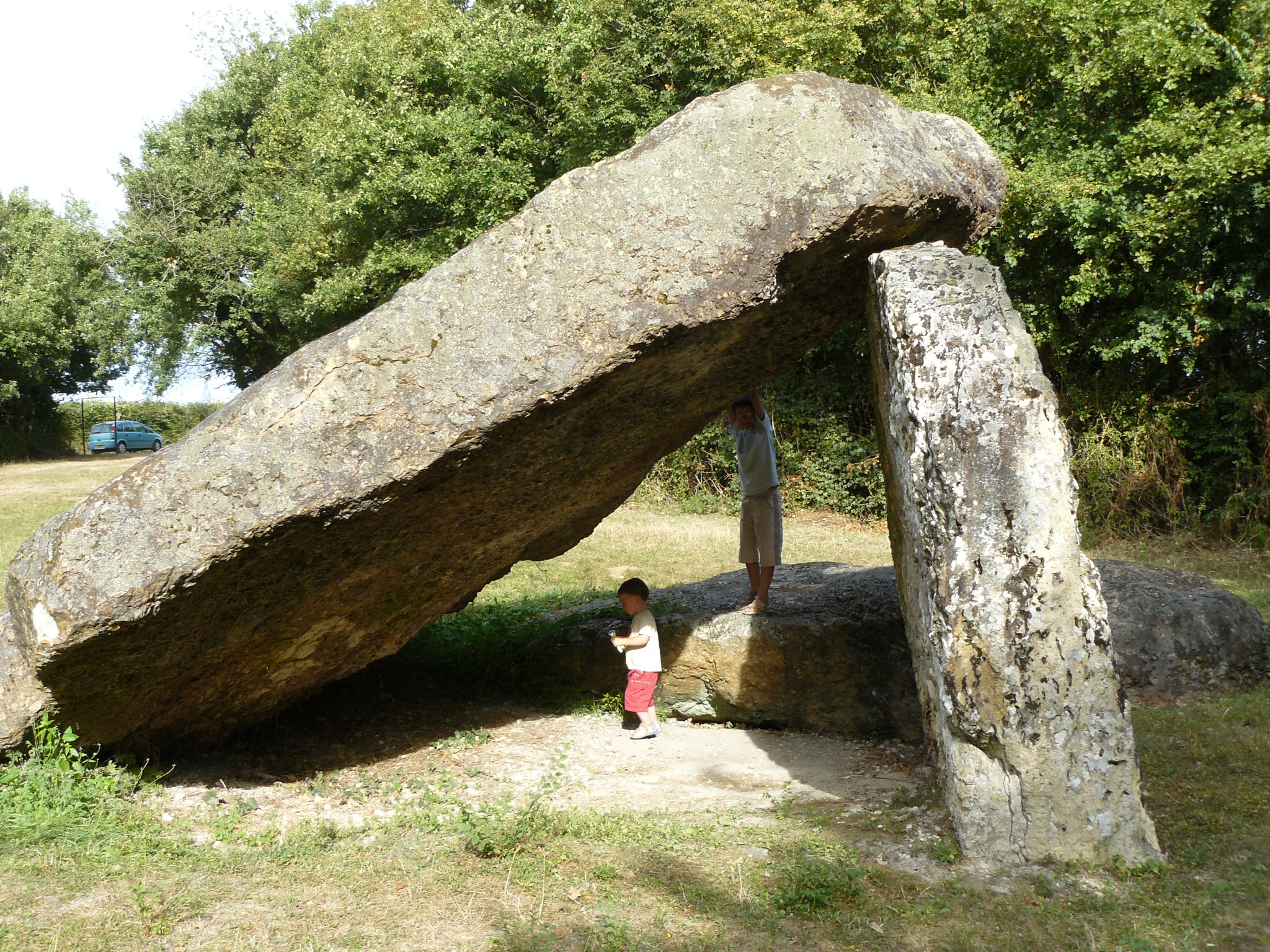
Dolmen Les Palets de Gargantua